# 대한민국-카타르 관계
이 문서에서는 대한민국과 카타르의 관계를 설명한다.
대한민국과 카타르는 1974년 4월 18일 정식 수교에 합의하였다. 각국은 서로의 수도에 대사관을 설치하였다. 카타르는 공식 석상에서는 조선민주주의인민공화국과 대한민국간의 갈등 등에 대하여는 소극적인 태도를 보이고 있다. 그러나 여러 국제회의에서는 대한민국을 지지하는 모습을 보였다. 또한 현재 카타르는 대한민국의 최대 천연가스 공급원이며 대한민국의 8대 해외 건설 시장 중 하나이다. 양국은 산업, 기후, 문화, 체육 등에서 다양한 협력을 진행하고 있다. 2007년 노무현 대통령은 카타르를 방문하여 정상회담을 가졌고, 이후 전방위적 동반자관계 수립에 합의하였다. 2014년에는 새로운 동반자적 관계 발전과, 2021년에는 전략적 협력관계 구축에 합의하였다.

## 관계
- 1974년 수교
- 2007년 전방위적 동반자 관계 수립[9][10]
- 2023년 포괄적 전략동반자 관계[11][12]

## 방한
- 2019년 타밈 국왕

## 같이 보기
- 주카타르 대한민국 대사관
- 주한 카타르 대사관
- 카타르